# Benzoilecgonina
Benzoilecgonina es el principal metabolito de la cocaína.

## Historia
Benzoilecgonina se utiliza como el principal ingrediente farmacéutico en el medicamento experimental Esterom, una solución tópica usada para el alivio del dolor muscular.

## Farmacocinética
Químicamente, la benzoilecgonina es ecgonina benzoato. Es un metabolito primario de la cocaína.

## Análisis de orina
La benzoilecgonina es el compuesto ensayado en la mayoría de los  análisis de orina sustantivos de cocaína. Es el correspondiente ácido carboxílico de la cocaína, su éster metílico. Se forma en el hígado por el metabolismo de la cocaína, catalizada por carboxilesterasas y posteriormente se excreta en la orina. Se puede encontrar en la orina durante mucho más tiempo que la propia cocaína que generalmente desaparece en el plazo de 5 días.

## Presencia en el agua potable
La benzoilecgonina a veces se encuentra en el agua potable. En 2005, los científicos encontraron sorprendentemente grandes cantidades de benzoilecgonina en el río Po de Italia  y utilizaron su concentración para estimar el número de consumidores de cocaína en la región. En 2006, un estudio similar se realizó en la localidad de esquí suiza de Saint-Moritz utilizando aguas residuales para estimar el consumo diario de cocaína de la población. Un estudio realizado en el Reino Unido encontró rastros de benzoilecgonina en el suministro de agua potable del país, junto con carbamazepina (un anticonvulsivo ) y el ibuprofeno (un común antiinflamatorio  no esteroideo), aunque el estudio destaca que la cantidad de cada compuesto presente era varios órdenes de magnitud inferior a la dosis terapéutica y por lo tanto no representan un riesgo para la población.
Los estudios preliminares en los sistemas ecológicos demuestran que la benzoilecgonina tiene problemas potenciales de toxicidad. Se están realizando investigaciones sobre las opciones de degradación tales como oxidación avanzada y la fotocatálisis para este metabolito en un esfuerzo para reducir las concentraciones en las aguas residuales y de superficie. A concentraciones de relevancia ambiental, la benzoilecgonina se ha demostrado que tiene un impacto ecológico negativo.